# Gare de Nizas - Fontès
La gare de Nizas - Fontès est une gare ferroviaire française (fermée) de la ligne de Faugères à Paulhan, située sur le territoire de la commune de Nizas, à proximité de Fontès et d'Adissan, dans le département de l'Hérault en région Occitanie.
Elle est mise en service en 1875 par la Compagnie des chemins de fer du Midi et du Canal latéral à la Garonne. Elle est fermée le 14 novembre 1970, pour le trafic voyageurs, et en 1972 pour les marchandises.

## Situation ferroviaire
Établie à 43 mètres d'altitude, la gare de Nizas - Fontès est située au point kilométrique (PK) 487,995 de la ligne de Faugères à Paulhan, entre les gares de Caux et de Paulhan.
Voir le schéma de la ligne de Faugères à Paulhan.

## Histoire
La gare est située à 2 km du bourg de Nizas et à 4 km de celui de Fontès.

## Service des voyageurs
Gare fermée et désaffectée sur une ligne fermée.